# Trnovac (żupania licko-seńska)
Trnovac – wieś w Chorwacji, w żupanii licko-seńskiej, w mieście Gospić. W 2011 roku liczyła 96 mieszkańców.